# Кунгелв (община)
Община Кунгелв (на шведски: Kungälvs kommun) е разположена в лен Вестра Йоталанд, югозападна Швеция с обща площ 373 km2 и население 42 109 души (към 31 декември 2013). Административен център на община Кунгелв е едноименния град Кунгелв.